# Ruben Studdard
Christopher Ruben Studdard, más conocido como Ruben Studdard (n. Fráncfort del Meno, Alemania Occidental; 12 de septiembre de 1978), es un actor, filántropo y cantante de pop, R&B contemporáneo y Gospel estadounidense que obtuvo fama al ganar la segunda temporada del reality estadounidense American Idol.

## Biografía

### Primeros años
Christopher Ruben Studdard nació el 12 de septiembre de 1978 en Fráncfort del Meno, Alemania Occidental, hijo de padres estadounidenses, nació en la Alemania Occidental, pero, meses después se trasladó a Birmingham debido a que su padre había sido enviado por el ejército de los Estados Unidos. A la edad de tres años comenzó a cantar por primera vez coros en una Iglesia bautista. Continuó cantando gospel en la iglesia solo, mientras que su madre cantaba en el coro. 
Cuando llega a la secundaria en Huffman High School, jugó al fútbol por la cual recibió una beca para Alabama Agricultural and Mechanical University. Ahí se unió a la fraternidad de la música de los hombres de América.
Después de crecer escuchando por su madre canciones de Donny Hathaway, Fred Hammond, y la música gospel, Ruben Studdard comenzó a formarse en una carrera en la industria musical, con especialización en estudios de voz en Alabama Agricultural and Mechanical University. Después, formó parte de una banda de Rhythm and blues, junto con otros músicos locales. Año más tarde, Ruben Studdard declaró: "Mucha gente no se da cuenta de lo difícil que estaba tratando de entrar en el negocio antes de American Idol, que estaba trabajando muy duro". Un cantante de back-up de Just unos cuantos gatos le pidió que la acompañara a Nashville, Tennessee, para una audición en la segunda temporada de 2003 de American idol.

### Vida amorosa
Ruben Studdard comenzó una relación amorosa con Surata Zuri McCants en octubre de 2006, cuando él estaba firmando CDs en un Wal-Mart en Atlanta. El 28 de junio de 2008, se casó con Surata Zuri McCants en una breve ceremonia, privada en Mountain Brook, Alabama.
El 16 de noviembre de 2011, el abogado de Ruben Studdard anunció que él estaba en el proceso de un divorcio. "Ruben Studdard y Zuri McCants Studdard se han separado, y están en el proceso de búsqueda de una disolución de su matrimonio", dijo Byron Perkins. El divorcio de Ruben Studdard se finalizó en abril de 2012.

## American Idol
En la audición, Ruben Studdard canto "Ribbon in the Sky" de Stevie Wonder. Esto lo condujo a ser uno de los finalistas locales. En American Idol 2, impresionó a los espectadores con sus actuaciones de Delaney & Bonnie con la canción "Superstar" y la canción A Whole New World del dúo Peabo Bryson/Regina Belle, durante su tiempo en el programa, Ruben Studdard recibió elogios de leyendas de la música como Lionel Richie, Neil Sedaka, Robin Gibb de los Bee Gees, Luther Vandross y Gladys Knight.
Durante la competición televisada, Ruben Studdard ganó el apodo de "Velvet Teddy Bear" (en español: El oso de peluche de terciopelo) y se destacó por sus camisas impresas con "205", el código de área telefónica de su ciudad natal de Birmingham. Ruben Studdard también hizo una versión de "For All We Know", originalmente grabada por Donny Hathaway.
Ganó el concurso con sólo 134.000 votos de un total de 24.000.000 fundido en el final de mayo de 2003, convirtiéndose así en el segundo American Idol. En ese momento el gobernador de Alabama, Bob Riley, ha declarado el 11 de marzo de 2003 como "El Día Ruben Studdard".

### Participación en American Idol
| Semana | Tema                        | Canción                               | Intérprete Original        | Resultado |
| ------ | --------------------------- | ------------------------------------- | -------------------------- | --------- |
| Top 32 | La elección del concursante | "Superstar"                           | Delaney & Bonnie           | Avanza    |
| Top 12 | Motown                      | "Baby I Need Your Loving"             | Four Tops                  | Salvado   |
| Top 11 | Bandas sonoras de películas | "A Whole New World" - Aladdín         | Brad Kane & Lea Salonga    | Salvado   |
| Top 10 | Country rock                | "Sweet Home Alabama"                  | Lynyrd Skynyrd             | Salvado   |
| Top 8  | Disco                       | "Can't Get Enough of Your Love, Babe" | Barry White                | Salvado   |
| Top 8  | Billboard Número Uno        | "Kiss and Say Goodbye"                | The Manhattans             | Salvado   |
| Top 7  | Billy Joel                  | "Just the Way You Are"                | Billy Joel                 | Salvado   |
| Top 6  | Diane Warren                | "Music of My Heart"                   | 'N Sync and Gloria Estefan | Salvado   |
| Top 5  | Años 1960                   | "Ain't Too Proud to Beg"              | The Temptations            | Bottom 2  |
| Top 5  | Neil Sedaka                 | "Breaking Up Is Hard to Do"           | Neil Sedaka                | Bottom 2  |
| Top 4  | Bee Gees                    | "Nights on Broadway"                  | Bee Gees                   | Salvado   |
| Top 4  | Bee Gees                    | "How Can You Mend a Broken Heart"     | Bee Gees                   | Salvado   |
| Top 3  | Aleatorio                   | "Signed, Sealed, Delivered I'm Yours" | Stevie Wonder              | Salvado   |
| Top 3  | Elección de los jueces      | "Smile" - Simon Cowell                | Charlie Chaplin            | Salvado   |
| Top 3  | Elección del ídolo          | "If Ever You're in My Arms Again"     | Peabo Bryson               | Salvado   |
| Top 2  | Final                       | "A House Is Not a Home"               | Dionne Warwick             | Ganador   |
| Top 2  | Final                       | "Imagine"                             | John Lennon                | Ganador   |
| Top 2  | Final                       | "Flying Without Wings"                | Westlife                   | Ganador   |

## Carrera Laboral

### 2003-2004: Soulful
Ruben Studdard lanzó su primer sencillo, una versión de Flying Without Wings de Westlife, producido por The Underdogs y Babyface, un mes más tarde, en junio de 2003. Favorecido en gran parte por las ventas, que debutó en el número dos en el Billboard Hot 100. En diciembre de 2003, los pedidos anticipados para su álbum, Soulful encabezó la marca de un millón antes de que se libera en las tiendas. El álbum debutó en el número uno en la lista Billboard 200 de ese mes, vendiendo más de 400.000 copias en su primera semana y la consecución de la segunda más alta de ventas en la primera semana de cualquier ganador de American Idol. El sencillo " Lo sentimos 2004 " de este álbum, se dio a conocer por radiofónica, alcanzando el número nueve en el Billboard Hot 100 y el número dos en la Lista de sencillos de R&B de Billboard. Ruben Studdard fue nominado a un premio Grammy en diciembre de 2003 para Premio Grammy por Mejor Artista Masculino de R&B de "Superstar". En marzo de 2004, Ruben Studdard ganó el premio NAACP Image Award for Outstanding New Artist (en español: NAACP Premio al Mejor Artista Nuevo).

### 2004-2005: I Need An Angel
Ruben Studdard lanzó el álbum de gospel; I Need An Angel el 23 de noviembre de 2004. La pista del título y primer sencillo "I Need An Angel" fue un cover de 2002 realizado por el cantante de R&B, Daniel Debourg y escrito por R. Kelly. El álbum vendió más de 96.000 copias en su primera semana, también entró en las listas en el número uno de la música evangélica, se abrió en el número veinte en el Billboard 200, desde entonces ha vendido más de 500.000 copias. También fue número uno en el Billboard de fin de año Evangelio de 2005. En junio de 2007, Ruben Studdard se convirtió en el quinto participante de American Idol, en llegar a los más de 2,4 millones de discos vendidos en los EE. UU.
En marzo de 2005, Ruben Studdard presentó una demanda contra su padrino y asesor de negocios Ronald Edwards. La demanda alega que Edwards gasto hasta $ 156.000 en tarjetas de crédito de Ruben Studdard y robó $ 90.000 en su cuenta de cheques. Ronald Edwards presentó una contrademanda. El 15 de junio de 2006, Ruben Studdard recibió $ 500,000 por las pérdidas personales y otros $ 1.5 millones en daños y perjuicios. 
Entre su segundo y tercer álbum, Ruben Studdard inició un programa de dieta y de la aptitud para hacer frente a su peso, a la preocupación por una historia familiar de diabetes y la hipertensión.

### 2006–2008: The Return
El tercer álbum de Ruben Studdard, The Return fue lanzado en octubre de 2006. Ruben Studdard colaboró con el artista Ne-Yo en este álbum, junto con una variedad de productores. El sencillo "Change Me" fue puesto en libertad por delante del álbum. The Return vendió 71.000 copias en su primera semana, estando en el número ocho en la lista Billboard 200, pero las ventas disminuyeron rápidamente después de eso, este álbum no logró repetir el éxito de los álbumes anteriores. Sin embargo, Ruben Studdard tuvo buenos resultados en el gráfico urbano contemporáneo con "Change Me" (que alcanzó el número uno) y su sucesor "Make Ya Feel Beautiful". Ruben Studdard continuó de gira, diciendo que iba a desempeñar una variedad de música: ..."Al salir de mi show es como volver a mi casa a tocar las canciones que amo es como una fiesta para mí, una parte tiene todos los tipos diferentes pasando de la música".
Studdard apareció en la final de American Idol 6, el 6 de mayo de 2007. Pasó unas semanas recorriendo con Robin Givens en la comedia-drama; Heaven I Need a Hug y se preparó para asumir el papel de Fats Waller en una gira nacional de Ain't Misbehavin' en 2008. La gira comenzó el 17 de noviembre de 2008 en Atlanta, pasó por Georgia y finalizó el 14 de mayo de 2009 en Syracuse, Nueva York.
En diciembre de 2007, Ruben Studdard se salió de su compañía discográfica, J Records, debido a las malas ventas de The Return. Más tarde, se le asignó la realización de la canción de despedida para la final de la séptima temporada de American Idol, "Celebrate Me Home" una grabación de Kenny Loggins, en una nueva versión producida por Terry Lewis y Jimmy Jam.
Studdard interpretó "Celebrate Me Home" en vivo el 20 de mayo de 2008, en el Teatro Nokia, la primera noche de la gran final de la séptima temporada de American Idol.

### 2009–2010: Love Is
Ruben Studdard anunció que su próximo álbum, que será lanzado 19 de mayo de 2009 sería lanzado en Sony Music. El nuevo álbum, titulado Love Is, fue producido por Jimmy Jam y Terry Lewis. El primer sencillo fue Love Is.
Él realizó su nuevo sencillo "Together" en la temporada 8 de American Idol el 26 de marzo de 2009.
El sencillo Love Is fue puesto en libertad el 19 de mayo de 2009, el cual recibió críticas en su mayoría positivas. El disco, que cuenta con una mezcla de covers y canciones originales, vendió 15.200 unidades en su primera semana de debut en el número 36 en el Billboard 200, el número cinco en álbumes independientes y el número ocho en la Cumbre R&B/Hip-Hop. 
Ruben Studdard apareció en la gira "David Foster and Friends", por 10 ciudades desde el 21 de octubre de 2009 en Chicago, Illinois y termina el 8 de noviembre de 2009 en Vancouver, Canadá.
Un quinto álbum, Playlist: The Very Best of Ruben Studdard fue puesto en libertad el 26 de enero de 2010 por Sony Legacy Recordings.
Ruben Studdard regresó a la temporada 9 de American Idol, el 31 de marzo de 2010 para llevar a cabo su más reciente sencillo "Don't Make 'Em Like U No More". En cámaras en una entrevista con Ryan Seacrest después de su actuación, dijo que estaría de gira con Clay Aiken en el verano.
Ruben Studdard y Clay Aiken iniciaron su gira "Timeless" en ciudades de los Estados Unidos y Canadá a partir de Asheville, Carolina del Norte el 23 de julio de 2010 y termina en Biloxi, Misisipi el 14 de agosto de 2010. En lugar de un concierto centrado en cada cantante, Ruben Studdard y Clay Aiken optaron por un formato que abarca diversos Popurrí de canciones desde 1960 hasta la década de 1990.

### 2010–2013: Letters from Birmingham
En 2011, Ruben Studdard firmó con Shanachie Entertainment. Su primer disco para el sello y la quinta liberación global, "Letters from Birmingham", fue lanzado en marzo de 2012.
"Letters from Birmingham" recibió críticas en su mayoría positivas, especialmente por la canción que realizó con su dúo con Chrisette Michele, "Do It Right", que fue elogiado como "sublime" y "tentadora" . El álbum también incluye portadas de "Rock Wit'cha" de Bobby Brown y "Pure Imagination" de Willy Wonka & the Chocolate Factory, reformulado como una canción de amor. Desde su lanzamiento, "Letters from Birmingham", ha vendido 22.000 copias, y el primer sencillo, "June 28 (I'm Single)", que hace referencia a su matrimonio y posterior divorcio, alcanzó el puesto N° 20 en las listas de Billboard urbanas.

### Actuación
Ruben Studdard ha trabajado como agente en varios papeles, incluyendo cameos en series televisivas como 8 Simple Rules, Life on a Stick, All of Us y Eve, así como un cameo en la película de Scooby-Doo 2: Monstruos sueltos. También ha aparecido en un anuncio de televisión de Kia para Birmingham.
Él apareció en un episodio como sí mismo en All of Us como Bobby. También apareció en un episodio de 8 Simple Rules donde interpretó a un repartidor que era recibido en la casa de CJ por su padre. Él lo saluda abrazándolo y diciendo "Siempre ha sido mi ídolo", refiriéndose a su victoria en American Idol 2. Ruben Studdard también apareció en un episodio de la víspera como Pablo, el hermano menor de Janie que tiene un agolpamiento enorme en Shelly.

## Filantropía
El interés de Ruben Studdard por la música lo llevó a crear la Fundación Ruben Studdard, para el avance de los niños que quieran integrarse al mundo de la música. Su objetivo es "Promover el papel fundamental de las artes en la educación a través de iniciativas de aprendizaje para el desarrollo de los estudiantes en el área metropolitana de Birmingham".
Ruben Studdard ha firmado como portavoz oficial de "Be Sickle Smart", un programa de educación sanitaria a escala nacional destinado a aumentar la conciencia de la sobrecarga de hierro entre las personas que viven con la enfermedad de células falciformes.

## Discografía

### Álbumes
| Año  | Album                                 | Posiciones | Posiciones | Posiciones | Posiciones | Certificaciones (sales threshold) | Ventas          |
| Año  | Album                                 | US         | US R&B     | US Gospel  | US Indie   | Certificaciones (sales threshold) | Ventas          |
| ---- | ------------------------------------- | ---------- | ---------- | ---------- | ---------- | --------------------------------- | --------------- |
| 2003 | Soulful - Formato: CD                 | 1          | 1          | —          | —          | - RIAA: Platinum                  | - US: 1,800,000 |
| 2004 | I Need an Angel - Formato: CD         | 20         | 6          | 1          | —          | - RIAA: Gold                      | - US: 483,000   |
| 2006 | The Return - Formato: CD              | 8          | 2          | —          | —          |                                   | - US: 238,000   |
| 2009 | Love Is - Formato: CD                 | 36         | 8          | —          | 5          |                                   | - US: 50,000    |
| 2012 | Letters from Birmingham - Formato: CD | 73         | 12         | —          | —          |                                   | - US: 22,000    |
| 2014 | Unconditional Love - Formato: CD      | 46         | 11         | —          | —          |                                   | - US: 6,000     |

### Compilación de álbumes
| Año  | Album | Ventas      |
| ---- | --- | ----------- |
| 2010 | Playlist: The Very Best of Ruben Studdard - Lanzamiento: 26 de enero de 2010 - Discográfica: Sony Legacy | - US: 3,500 |

### Singles
| Año  | Título                          | Posiciones | Posiciones | Posiciones | Álbum                   |
| Año  | Título                          | US         | US R&B     | US Urban   | Álbum                   |
| ---- | ------------------------------- | ---------- | ---------- | ---------- | ----------------------- |
| 2003 | "Flying Without Wings"          | 2          | 13         | 27         | Sin álbum               |
| 2003 | "Superstar"                     | 112        | 2          | —          | Soulful                 |
| 2004 | "Sorry 2004"                    | 9          | 2          | —          | Soulful                 |
| 2004 | "What If"                       | —          | 47         | —          | Soulful                 |
| 2004 | "I Need an Angel"               | —          | —          | 32         | I Need an Angel         |
| 2006 | "Change Me"                     | 94         | 18         | 1          | The Return              |
| 2007 | "Make Ya Feel Beautiful"        | —          | 32         | 6          | The Return              |
| 2008 | "Celebrate Me Home"             | —          | —          | —          | single                  |
| 2009 | "Together"                      | —          | 60         | —          | Love Is                 |
| 2009 | "Don't Make 'Em Like U No More" | —          | 32         | 40         | Love Is                 |
| 2012 | "June 28th"                     |            | 73         | 16         | Letters from Birmingham |
| 2014 | "Meant to Be"                   | —          | —          | —          | Unconditional Love      |

## Filmografía
| Año  | Película                        | Rol   |
| ---- | ------------------------------- | ----- |
| 2004 | Scooby-Doo 2: Monstruos sueltos | Cameo |
| 2006 | Natural Born Komics             | -     |
| 2011 | Lifted                          | -     |
| 2011 | The Perfect Gift                | -     |

## Premios y nominaciones

### American Music Award
| Año  | Categoría                       | Resultado |
| ---- | ------------------------------- | --------- |
| 2004 | Mejor Cantante Masculino de R&B | Nominado  |

### BET Awards
| Año  | Categoría                       | Resultado |
| ---- | ------------------------------- | --------- |
| 2004 | Mejor Cantante Masculino de R&B | Nominado  |
| 2004 | Mejor Cantante Nuevo            | Nominado  |
| 2005 | Mejor Cantante de Gospel        | Nominado  |

### Billboard Music Awards
| Año  | Categoría                                                                    | Resultado |
| ---- | ---------------------------------------------------------------------------- | --------- |
| 2003 | Singles de R&B-Hip-Hop con Mejores Ventas - "Superstar/Flying Without Wings" | Ganador   |
| 2005 | Mejor Cantante de Gospel                                                     | Ganador   |
| 2005 | Mejor Álbum de Gospel - I Need an Angel                                      | Ganador   |

### Premios Grammy
| Año  | Categoría                                        | Resultado |
| ---- | ------------------------------------------------ | --------- |
| 2004 | Vocalista Masculino Favorito de R&B- "Superstar" | Nominado  |

### NAACP Image Award
| Año  | Categoría                      | Resultado |
| ---- | ------------------------------ | --------- |
| 2004 | Cantante Masculino Excepcional | Nominado  |
| 2004 | Nuevo Cantante Excepcional     | Ganador   |

### Soul Train Music Awards
| Año  | Categoría                                              | Resultado |
| ---- | ------------------------------------------------------ | --------- |
| 2004 | Mejor Nuevo Cantante de R&B/Hip hop soul - "Superstar" | Nominado  |

### Teen Choice Awards
| Año  | Categoría                                                         | Resultado |
| ---- | ----------------------------------------------------------------- | --------- |
| 2003 | Mejor estrella masculina en reality show o programa de variedades | Ganador   |